# Sarcophaga ruficornis
Sarcophaga ruficornis is een vliegensoort uit de familie van de dambordvliegen (Sarcophagidae). De wetenschappelijke naam werd gepubliceerd in 1794 door Fabricius.